# Liste der Träger des Verdienstordens des Landes Rheinland-Pfalz/2004
Im Jahr 2004 wurden folgende Personen mit dem Verdienstorden des Landes Rheinland-Pfalz geehrt:
| Ordensträger                   | Lebensdaten | Wohnort               | Wirken                                                                                      |
| ------------------------------ | ----------- | --------------------- | ------------------------------------------------------------------------------------------- |
| Klaus G. Adam                  |             | Wiesbaden             |                                                                                             |
| Franz Bernhard                 | 1934–2013   | Jockgrim              | Bildhauer                                                                                   |
| Gerd Breidbach                 |             | Koblenz               |                                                                                             |
| Robert Breitsch                |             | Busenberg             |                                                                                             |
| Jürgen Debus                   | * 1939      | Ober-Olm              | Politiker (SPD)                                                                             |
| François Decker                |             | Niederfeulen          |                                                                                             |
| Georges Delnon                 | * 1958      | Mainz                 | Schweizer Regisseur, Theaterintendant und Hochschullehrer an der Hochschule für Musik Mainz |
| Wolfgang Eger                  | 1928–2005   | Speyer                | Historiker, Archivar und Autor                                                              |
| Elisabeth Eminger              |             | Bad Kreuznach         |                                                                                             |
| Roland Hacker                  |             | Römerberg             |                                                                                             |
| Helmut Heinen                  |             | Bütgenbach-Weywertz   |                                                                                             |
| Michael Hofmann-von der Weiden | 1949–2023   | Alzey                 | Mitglied des Musikensembles Chantal                                                         |
| Anton Heinrich Hütte           |             | Oberwesel             |                                                                                             |
| Margot Hütte                   |             | Oberwesel             |                                                                                             |
| Werner Keym                    |             | Meisenheim            |                                                                                             |
| Gerhard Koch                   |             | Landau in der Pfalz   |                                                                                             |
| Heinrich Kröher                | 1927–2016   | Pirmasens             | Volkslied-Sänger und Liedermacher, Mitglied des Duos Hein & Oss                             |
| Oskar Kröher                   | 1927–2019   | Pirmasens             | Volkslied-Sänger und Liedermacher, Mitglied des Duos Hein & Oss                             |
| Christiane Ludwig              |             | Ludwigshafen am Rhein |                                                                                             |
| Heinz Lukas-Kindermann         | * 1939      | Trier                 | Regisseur und Intendant                                                                     |
| Liselott Masgeik               |             | Molsberg              |                                                                                             |
| Claude Meyroune                |             | Paris                 |                                                                                             |
| Gisela Müller                  |             | Andernach             |                                                                                             |
| Dorothea Müller-Jost           |             | Mainz                 |                                                                                             |
| Jürgen Nehmer                  |             | Kaiserslautern        |                                                                                             |
| Dieter Nelles                  |             | Kronberg im Taunus    |                                                                                             |
| Marcel Petit                   |             | Dammarie-les-Lys      |                                                                                             |
| Elisabeth Reckert              |             | Ürzig                 |                                                                                             |
| Manfred Reimann                | 1928–2022   | Ludwigshafen am Rhein | Politiker (SPD)                                                                             |
| Michael Reitzel                | 1943–2023   | Selzen                | Politiker (SPD)                                                                             |
| Norbert Schäfer                |             | Klingenmünster        |                                                                                             |
| Mélita Soost                   |             | Mainz                 |                                                                                             |
| Doris Twesten                  |             | Melsbach              |                                                                                             |
| Gabriele von der Weiden        |             | Alzey                 | Mitglied des Musikensembles Chantal                                                         |
| Gerhard Wässa                  |             | Westheim              |                                                                                             |